# Conflicto armado interno de Colombia en el Frente Nacional
Conflicto armado interno de Colombia en el Frente Nacional es la primera etapa del Conflicto armado interno de Colombia entre 1960-1974. En los periodos presidenciales de Alberto Lleras Camargo (1958-1962), Guillermo León Valencia (1962-1966), Carlos Lleras Restrepo (1966-1970) y de Misael Pastrana Borrero (1970 a 1974).
Colombia había salido recientemente de La Violencia bipartidista entre (1928-1958) aproximadamente y que se había recrudecido a partir de 1948 por parte de los Partidos Liberal y Partido Conservador, con intervención y actuación en menor medida del Partido Comunista Colombiano.
En medio de este conflicto asumió la presidencia en un golpe de Estado el General Gustavo Rojas Pinilla en 1953, ante las intenciones populistas de este por mantenerse en el poder fue seguido de una Junta Militar transitoria entre 1957 y 1958, para dar lugar al Frente Nacional en el cual se alternaron el poder durante 16 años, cerrando las puertas a otras expresiones democráticas.
El Frente Nacional fue incapaz de dar una solución al problema de la tierra a pesar de los esfuerzos por llevar a cabo una reforma agraria, lo que incentivo el nacimiento de movimientos sociales y de grupos guerrilleros de izquierda (influenciados por la revolución cubana) y nacionalistas, que en su etapa fundacional realizaron robos, emboscadas, tomas guerrilleras y ataques.
También fueron objeto de operaciones de las Fuerzas Militares como la  Operación Soberanía (1964) y la Operación Anorí (1973). El gobierno respondería con una política contrainsurgente y una guerra de baja intensidad fortaleciendo a las Fuerzas Militares y creando grupos paramilitares denominados de autodefensa.
Al final de este periodo con la bonanza marimbera iniciaría el narcotráfico en Colombia, que sería un detonante para el conflicto armado interno tanto como factor de la economía como social y militar.
Para una lista de los hechos véase: Anexo:Cronología del Conflicto armado interno de Colombia en el Frente Nacional y Anexo:Hechos de violencia del conflicto armado interno en Colombia en el Frente Nacional

## Antecedentes

### La Violencia y la formación del Frente Nacional

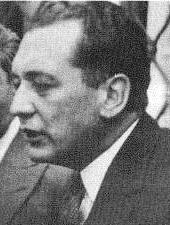
Laureano Gómez, presidente de Colombia entre 1950-1953, líder del Partido Conservador.

El Frente Nacional fue acordado en 1956 por parte de los líderes del Partidos liberal, Alberto Lleras Camargo y del Partido Conservador, Laureano Gómez, quienes acordaron en el Pacto de Benidorm y ratificaron en el Pacto de Sitges (firmados en España), un nuevo período de transición entre 1958 y 1974 y que se extendería por los próximos cuatro períodos presidenciales (16 años), ambas agrupaciones se alternarán en el poder y se distribuirán equitativamente los cargos públicos.
El Frente Nacional terminó con los enfrentamientos entre liberales y conservadores, con el tiempo también se hizo claro que las esperanzas de cambio que la paz había traído a la población campesina habían sido defraudadas. En la práctica el Frente Nacional obstaculiza la posibilidad de participación de grupos políticos distintos a los partidos tradicionales, lo que desató el desacuerdo de varios grupos de la población del país, el surgimiento de movimientos sociales, y de las guerrillas de corte comunista y nacionalista.
Este descontento se manifestó en la formación de los denominados “bandoleros” y de proyectos políticos revolucionarios emergentes o comunistas, que empezaron a proliferar basándose en la experiencia cubana, también surgieron nuevos movimientos sociales. 
La paz no vino acompañada por reformas de fondo en el sector agrícola o la reparación a los millones de víctimas despojadas en La Violencia, lo que provocó que el conflicto por la tierra siguiera latente. Durante el Frente Nacional Colombia estuvo bajo un Estado de excepción se suspendía la vigencia de las leyes ordinarias y se introducían decretos extraordinarios del Ejecutivo que entre otras cosas permitían que la autoridad militar reemplazará a la civil en los casos concernientes al orden público.

### Influencia de la Guerra Fría
Los temores propios de la guerra fría, y la idea de que la revolución cubana se acabaría extendiendo por todo el continente. En efecto, desde Estados Unidos se promocionó la denominada Doctrina de Seguridad Nacional, un concepto utilizado para definir ciertas acciones de la política exterior estadounidense tendientes a que las fuerzas armadas de los países latinoamericanos modificarán su misión para dedicarse con exclusividad a garantizar el orden interno, con el fin de combatir aquellas ideologías, organizaciones o movimientos que, dentro de cada país, pudieran favorecer o apoyar al comunismo en el contexto del enfrentamiento ideológico con la URSS. El entrenamiento brindado a los distintos ejércitos latinoamericanos en tácticas de contrainsurgencia en la Escuela de las Américas en Panamá, es uno de los episodios ilustrativos de este fenómeno.

## Gobierno de Alberto Lleras Camargo (1958-1962)

Alberto Lleras Camargo, presidente de Colombia (1958-1962)

En el gobierno del liberal Alberto Lleras Camargo se llevó a cabo un plan de rehabilitación del país que salía de La Violencia bipartidista, pero se presentó la formación de grupos de bandoleros, que fueron considerados simples criminales comunes, desadaptados a la vida civil. Se formaron también las Autodefensas Campesinas, adscritas al Partido Comunista en la Cordillera Central, (Marquetalia y Riochiquito) y la Cordillera Oriental  (El Pato y Guayabero), a corto plazo el conflicto se reactivó en el sur de Tolima, donde antiguos guerrilleros liberales y terratenientes locales, empezaron a hostigar a los comunistas, dando muerte a cabecillas amnistiados o que se hallaban inactivos. El 11 de enero de 1960 fue asesinado el líder comunista: Jacobo Prías Alape ‘Charro Negro’. Se celebró en junio de 1961 el IX Congreso del Partido Comunista, que aprobó la tesis de combinar todas las formas de lucha. Su gobierno creó el Instituto Colombiano de la Reforma Agraria (Incora) en 1961 y fue apoyado por los Estados Unidos mediante la Alianza para el progreso impulsada por John F. Kennedy.

### Bandolerismo
Una de las consecuencias de La Violencia bipartidista fueron los bandoleros que azotaron varias regiones del país como Tolima, Magdalena Medio, Eje Cafetero, Cundinamarca, Boyacá, Antioquia y los llanos orientales al no acogerse a la dejación de armas, y al dedicarse a robos, asaltos, masacres, ataques a la población civil y a la Fuerza Pública. Fueron abatidos: Jair Giraldo 'Franqueza'  Roberto González 'Pedro Brincos' y el 'Capitán Venganza', El fenómeno del bandolerismo continuaría hasta 1968.

### Repúblicas independientes y primeras guerrillas
Meses más tarde, el senador conservador Álvaro Gómez Hurtado comenzó a denunciar ante el Congreso de la República la existencia de unas llamadas “Repúblicas Independientes” al interior de Colombia en una intervención ante el parlamento, efectuada el 25 de octubre de 1961, señaló:

“...Hay en este país una serie de repúblicas independientes que no reconocen la soberanía del Estado Colombiano, donde el Ejército Colombiano no puede entrar, donde se le dice que su presencia es nefanda, que ahuyenta al pueblo, o a los habitantes... Hay la República Independiente de Sumapaz. Hay la República Independiente de Planadas, la de Río chiquito, la de este bandolero que se llama Richard y ahora, tenemos el nacimiento de...la República Independiente de Vichada”.
Álvaro Gómez Hurtado.

En enero de 1962, los combates enfrentaron a las Autodefensas Campesinas de 'Manuel Marulanda' con el Ejército Nacional en Marquetalia, sur del Tolima.
Las primeras organizaciones que dieron forma a la lucha armada fueron: el Movimiento Obrero Estudiantil Campesino (MOEC) de Antonio Larrota González en Cauca (asesinado en 1961), en Vichada el médico Tulio Bayer en 1961 (detenido por el Plan Ariete del coronel Álvaro Valencia Tovar), el Ejército Revolucionario de Colombia (ERC) de Roberto González Prieto “Pedro Brincos” (abatido en 1963), el Frente Unido de Acción Revolucionaria (FUAR) en 1962 por Luis Emiro Valencia y Gloria Gaitán, en 1962, y en el llamado Territorio Vásquez (Magdalena Medio) de Federico Arango Fonnegra. Estas primeras organizaciones creían estar viviendo en Colombia unas condiciones prerrevolucionarias que como movimiento armado podían recoger, sin embargo, no contaron con el apoyo de bases sociales organizadas ni partidos, por ende, fueron rápidamente aniquiladas.

## Gobierno de Guillermo León Valencia (1962-1966)

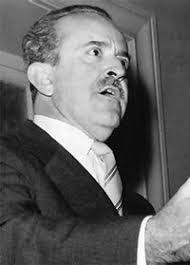
Guillermo León Valencia, presidente de Colombia (1962-1966)

La elección del conservador Guillermo León Valencia fue el inicio de un esfuerzo masivo por alcanzar la “pacificación” total del territorio nacional. En tres años, los principales cabecillas del Bandolerismo (Efraín González Téllez alias ‘Siete Colores’, Jacinto Cruz Usma alias ‘Sangre Negra’, José William Aranguren alias ‘Desquite’, Teófilo Rojas Varón alias ‘Chispas’) fueron dados de baja, y las llamadas “repúblicas independientes” fueron recuperadas después de operativos realizados por el Ejército Nacional; el más conocido: la Operación Soberanía contra la “República de Marquetalia”. La guerra contra estos territorios se llevó a cabo bajo la presión de la clase política tradicional, recelo del contagio comunista y de los efectos que pudiera tener la revolución cubana en el país, y del gobierno norteamericano con la Doctrina de Seguridad Nacional y del Plan LASO (Latin American Security Operation). El 1 de septiembre de 1962 fue activada la Octava Brigada del Ejército Nacional en Armenia (Quindío). El 23 de febrero de 1963 se presentó la Masacre de Santa Bárbara (Antioquia), cuando el Ejército Nacional reprimió una protesta de trabajadores cementeros: 11 muertos.

### Operación Soberanía y fundación de las FARC

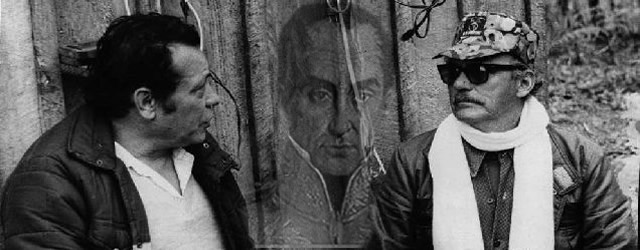
Manuel Marulanda y Jacobo Arenas, Fundadores y comandantes de las FARC-EP

La operación Soberanía inicia en mayo de 1964 cuando 1000 soldados avanzan sobre el altiplano de Atá e Iquira, en el sur del Tolima, y hacen un primer contacto armado con los rebeldes el 27. Sin embargo, no logran penetrar en la zona, y las tropas del teniente coronel José Joaquín Matallana asaltan con 4 helicópteros el nudo montañoso y lo ocupan rápidamente entre el 14 y el 15 de junio (2 muertos y 14 heridos), mientras los comunistas en un número aproximado de 150 (48 combatientes de tiempo completo) y divididos en 2 columnas (lideradas respectivamente por Isauro Yosa ‘Mayor Lister’, y ‘Tirofijo’ ), escapan y se refugian en Riochiquito, en el norte del Cauca, controlado por Ciro Trujillo Castaño. Isaías Pardo, el segundo de Marulanda se queda en la zona con 35 guerrilleros. El 18 de junio, se celebra el regreso de la autoridad estatal, y el 22 se asegura toda la zona. Durante los enfrentamientos que siguen a la retirada de Marquetalia, muere a manos del Ejército Nacional Isaías Pardo. Desde Riochiquito se formularía el Programa agrario de los guerrilleros en julio de 1964 y más tarde en medio de la primera conferencia se constituirá el Bloque Sur en conjunto con las fuerzas comunistas del Pato y Guayabero, nombrando a Pedro Antonio Marín alias ‘Manuel Marulanda Vélez’ o ‘Tirofijo’ como primer comandante, Ciro Trujillo Castaño alias ‘Mayor Ciro’ como su segundo y Luis Alberto Morante, Jacobo Arenas como ideólogo y enlace con el Partido Comunista. El 17 de marzo de 1965, 140 subversivos realizan la toma de Inzá (Cauca): 16 muertos. Sería sin embargo, con la caída del enclave de Riochiquito (Cauca) el 15 de septiembre de 1965, que el Bloque Sur se vería obligado a abandonar definitivamente sus bases fijas y a constituirse en guerrilla móvil. Con alrededor de 350 hombres, abrieron operaciones en el Guayabero, El Pato, Natagaima y Chaparral (Tolima). A finales de 1965 y tras sufrir cuantiosas bajas (75 muertos en 18 meses de operaciones) el Ejército Nacional aseguró el área de las denominadas Repúblicas independientes en la cordillera central, mientras el Bloque Sur se replegaban a la cordillera oriental y al páramo del Sumapaz pese a los ataques sufridos en región de El Pato en marzo de ese año. El 20 de marzo fue secuestrado el industrial y exministro Harold Eder, murió junto a un guardaespaldas en cautiverio y fue encontrado el 13 de abril.
Tras una segunda conferencia del Bloque Sur del 25 de abril al 15 de mayo en el Sumapaz, esta organización tomó el nombre de Fuerzas Armadas Revolucionarias de Colombia, (FARC). Además, adoptaron sus primeros estatutos, un reglamento interno, un régimen disciplinario y las normas de comando; acogieron un plan militar nacional y afirmaron que iniciaban una lucha prolongada por la toma del poder. El 28 de abril fue secuestrado y asesinado el empresario agroindustrial Oliverio Lara Borrero, por sus empleados. El 19 de agosto de 1965, mientras las tropas del gobierno continuaban con las operaciones de búsqueda en la cordillera oriental, las FARC emboscaron a tropas del Batallón Tenerife en el Cañón de San Miguel entre San Antonio y Vegalarga (Huila):15 muertos.

### Fundación del ELN

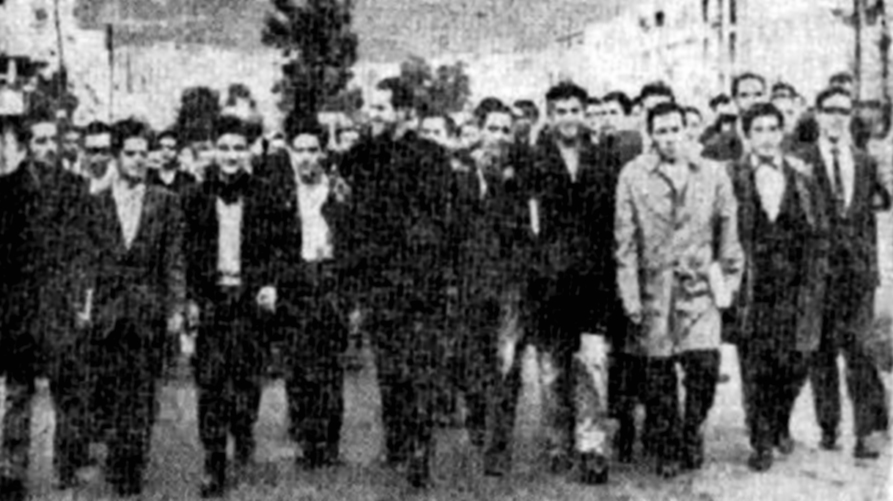
Camilo Torres Restrepo con estudiantes.

El Ejército de Liberación Nacional nace cuando un grupo de jóvenes que, al mando de Fabio Vásquez Castaño, habían recibido entrenamiento militar en Cuba, regresaron al país y constituyeron la “Brigada pro liberación José Antonio Galán”. Decidieron centrar su actuación en Santander, donde la situación originada por las huelgas petroleras era difícil y, aprovechando los restos de las antiguas guerrillas liberales, conformaron en San Vicente de Chucuri un primer foco insurgente.
En el Cerro de Los Andes, donde se concentraban para recibir entrenamiento, tomaron el nombre de Ejército de Liberación Nacional (ELN) el 4 de julio de 1964, pero sería solo seis meses después que el movimiento se hizo público, cuando el 7 de enero de 1965,  realizan la Toma de Simacota (Santander) y mataron a 5 uniformados y un civil. Además proclamaron el Manifiesto de Simacota.
El pronto enrolamiento en sus filas del sacerdote católico Camilo Torres Restrepo, defensor de la Teología de la Liberación al interior de la iglesia y jefe del Movimiento Político Frente Unido del Pueblo, le daría popularidad al grupo subversivo.  El 15 de febrero de 1966 Camilo Torres Restrepo y 5 guerrilleros más, caen en combate en Patio Cemento (Santander) al intentar emboscar al Ejército Nacional y su cuerpo es desaparecido.

### Surgimiento del Paramilitarismo

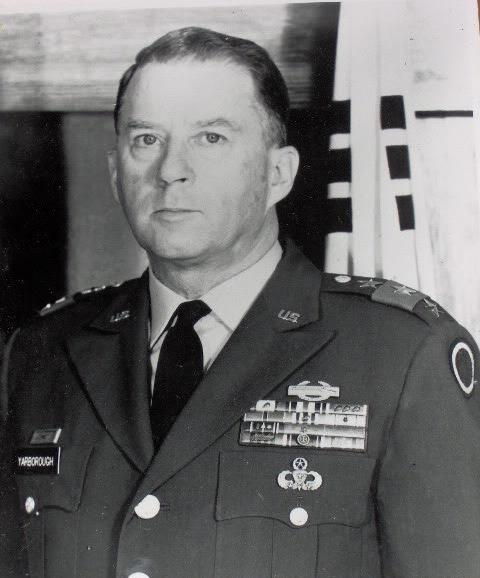
General William P. Yarborough quien recomendó la creación de grupos paramilitares para contener la amenaza comunista.

Aunque ya habían existido otros grupos paramilitares durante la violencia bipartidista, algunos de estos grupos conocidos como los pájaros continuaron existiendo y otros fueron conformados como estrategia contrainsurgente por injerencia de los Estados Unidos en Colombia desde febrero de 1962, luego de una visita al país del General William P. Yarborough, Director de investigaciones del Centro de Guerra Especial de Fort Bragh (Carolina del Norte, Estados Unidos), encargado de revaluar la estrategia militar de Estados Unidos en Vietnam, Argelia y Cuba, redactó un Suplemento Secreto al Informe de su visita que hablaba de la creación de organizaciones de “tipo antiterrorista” y para la “lucha anticomunista”,  en los siguientes términos:

“Debe crearse ahora mismo un equipo en el país acordado para seleccionar personal civil y militar con miras a un entrenamiento clandestino en operaciones de represión, por si se necesitaren después”
William P. Yarborough, General norteamericano.

En desarrollo de esta estrategia contrainsurgente, y sustentada en la doctrina de seguridad nacional, el 25 de diciembre de 1965 el gobierno de Guillermo León Valencia expide el Decreto 3398 (luego Ley 48 de 1968 durante el gobierno de Carlos Lleras Restrepo) que sirvieron para que la Fuerza Pública organizara la "defensa nacional", "defensa civil" y entrenará, que permite a los militares entregar armas de uso privativo de las FF.MM a los civiles y constituir grupos armados de autodefensa coordinados por el Ejército Nacional, a los habitantes de las zonas de conflicto con la finalidad de involucrarse directamente en la confrontación y los apoyara en la lucha contrainsurgente, es decir estas normas fueron el fundamento para la promoción y organización de las "autodefensas" o paramilitares. Esta normativa fue declarada inexequible o inconstitucional por la Corte Suprema de Justicia el 25 de mayo de 1989.

## Gobierno de Carlos Lleras Restrepo (1966-1970)
En 1966 fue elegido el liberal Carlos Lleras Restrepo que propuso una política de Reforma Agraria con el decreto 755 de 1967, legalizó la Asociación Nacional de Usuarios Campesinos (ANUC) que fue un instrumento de organización campesina que ejerció presión sobre la tierra, constituyéndose durante este gobierno en una importante fuerza social y las Asociaciones locales de usuarios. que buscaban que el trabajador del campo participará en los diferentes organismos administrativos agrícolas, como el Instituto Colombiano de la Reforma Agraria (INCORA). La reforma agraria terminó así en un fracaso y cualquier solución de fondo sobre el problema de las tierras en Colombia quedó definitivamente aplazada. El conflicto se agravaría entonces.
El 1 de junio de 1967, activada la Novena Brigada del Ejército Nacional en el Huila. En 1968 debido a las protestas en la Universidad Nacional, contra el gobierno de Lleras y durante las visitas de Robert McNamara, y John Rockefeller, el gobierno respondió enviando al Ejército Nacional y el cierre de la Universidad durante dos años.
El 4 de abril de 1968, el jefe de la guerrilla liberal de los años 50, Dumar Aljure, fue abatido tras un combate con el Ejército Nacional: 18 muertos. Su caída señaló el final del bandolerismo. Desde 1969 se emitieron una serie de Manuales y Reglamentos Contraguerrillas por el Ejército Nacional, los cuales evidenciaron la creación de grupos paramilitares bajo la aprobación del Gobierno.

### Guerra con el ELN
El 9 de marzo de 1967, el ELN realizó el Ataque al Ferrocarril del Atlántico: 9 muertos. Las operaciones se centraron en el ELN, la organización es minada desde dentro por deserciones y conflictos internos que le cuestan la vida a varios de sus dirigentes en los llamados juicios revolucionarios con fusilamientos el 22 de marzo de 1968 por órdenes de Fabio Vásquez Castaño el jefe máximo del ELN. Logran extender su accionar desde Santander a Antioquia y el sur de Bolívar, donde se toman varias poblaciones y tienden emboscadas, como la ocurrida el 6 de agosto de 1969 cerca de Cimitarra (Santander).

### Guerra con las FARC
En 1966 el Bloque Sur de Manuel Marulanda y Jacobo Arenas pasa a ser las Fuerzas Armadas Revolucionarias de Colombia tras la Segunda Conferencia Guerrillera de mayo de 1966. El 19 de agosto de 1966 las FARC realizan la Emboscada de El Carmen en el Cañón de San Miguel en Neiva (Huila): 15 muertos. Las FARC en combates con el Ejército Nacional en abril de 1967 en Cartago (Valle del Cauca): 8 muertos y 27 capturados El 3 de marzo de 1967 las FARC realizan la Emboscada de La Perdiz en Algeciras Huila: 16 muertos. El 22 de abril, las FARC atacan al Ejército Nacional entre Chaparral y Rioblanco (Tolima):6 muertos.
Ciro Trujillo Castaño, fundador de las FARC, fue abatido el 5 de octubre de 1968 en Aquitania (Boyacá). Las FARC realizan su Tercera Conferencia entre 14 y el 22 de abril de 1969 en el río Guayabero(Meta) donde acordaron crear un frente en el Magdalena Medio. El 14 de abril de 1970, fue detenido Januario Valero ‘Oscar Reyes’, comandante de las FARC, en Santa Marta, cuando intentaba crear un frente en la Sierra Nevada.

Bandera del Ejército Popular de Liberación.

### Fundación del EPL
El Ejército Popular de Liberación (EPL)  fue fundado el 19 de febrero de 1967, por Pedro Hernando Vásquez Rendón, Libardo Mora Toro, Esteban Pedro Vásquez Rendón, Pedro León Arboleda, Francisco Caraballo, Bernardo Ferreira Grandet, Jesús María Alzate, Diego Ruiz, Julio Guerra, Luis Manco David y Carlos Aníbal Cácua, a partir de la escisión del Partido Comunista Colombiano, acusado de revisionista por sectores que lo tildaban de ser un movimiento “burgués” al “esperar la revolución” y no generarla, sirviendo como el brazo armado del Partido Comunista de Colombia Marxista Leninista fundado en 1965.
El EPL se estableció en tres zonas: el Valle del Cauca, el Magdalena Medio y la zona noroeste del Alto Sinú y del San Jorge, de Córdoba y Antioquia. El 5 de agosto de 1968, el Ejército Nacional abatió a Pedro Vásquez Rendón, su primer comandante.

## Gobierno de Misael Pastrana Borrero (1970-1974)

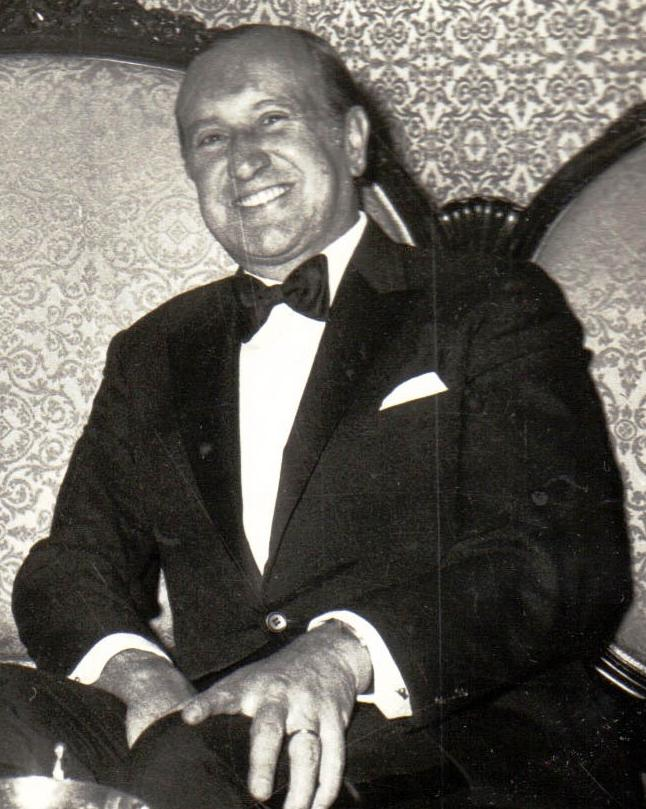
Misael Pastrana Borrero presidente de Colombia (1970-1974)

Para el último período oficial del Frente Nacional el candidato de gobierno, el conservador Misael Pastrana Borrero, se enfrentó al líder de la ANAPO, el General retirado Gustavo Rojas Pinilla. Siendo elegido en las polémicas elecciones del 19 de abril de 1970. En su mandato el gobierno intervino durante la primera de las Guerras verdes en Boyacá. Primera generación de narcotraficantes con la bonanza marimbera, antiguos contrabandistas de mercancías. En 1970 se crean las Fuerzas Especiales del Ejército Nacional. En Cali (Valle del Cauca), la Masacre del 26 de febrero de 1971 por parte de la Policía y el Ejército Nacional en la Universidad del Valle: entre 15 y 30 muertos. El 24 de diciembre de 1971, fue abatido Libardo Mora Toro del EPL entre Córdoba y Antioquia. La Fuerza Aérea Colombiana adquiere aviones Mirage 5 franceses en 1972, en uso hasta 2010. También se adquieren dos submarinos alemanes para la Armada Nacional en 1972.

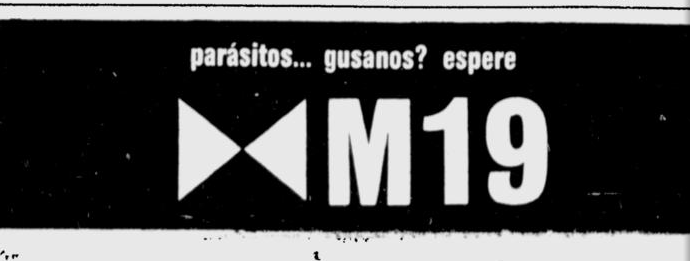
Cartel publicitario M-19 Periódico El Tiempo, previo al robo de la espada de Bolívar, 17 de enero de 1974.

### Surgimiento del M-19
Después de una apretada campaña, en las elecciones del 19 de abril de 1970, Pastrana ganó bajo numerosos alegatos de fraude. Esto impulsó a varios jóvenes universitarios a conformar un nuevo grupo subversivo, el Movimiento 19 de Abril o M-19, que apareció en escena entre 1973 y 1974, como respuesta “al descarado robo de las elecciones del 19 de abril de 1970”. Se constituyó inicialmente como una guerrilla urbana tras una audaz campaña de expectativa en la prensa con el liderazgo de Jaime Bateman Cayón, lo dieron a conocer pronto entre las masas de las ciudades que habían permanecido generalmente ajenas a un conflicto que hasta ese momento afectaba solo a las zonas rurales y marginadas del país, el 17 de enero de 1974 el M-19 realizó su primera acción al robar la espada de Bolívar de la Casa-Museo Quinta de Bolívar en Bogotá.

“Bolívar, tu espada vuelve a la lucha”
M-19 al robar la espada de Bolívar.

### Guerra con el ELN y Operación Anorí

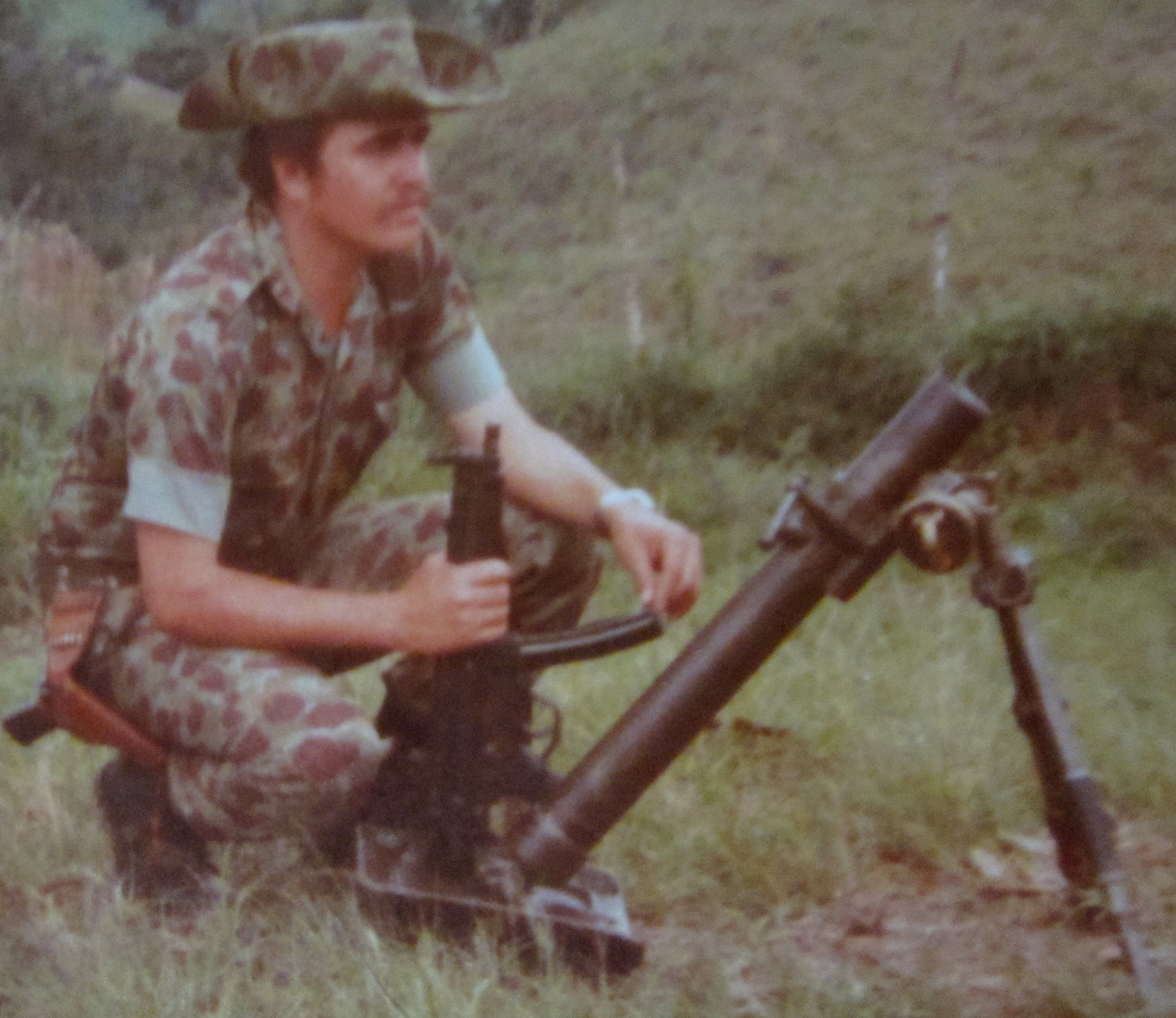
Uniformado del Ejército Nacional en 1971

El ELN asesina a su excombatiente Jaime Arenas el 28 de marzo de 1971 en Bogotá. Posteriormente, atentan contra el general Álvaro Valencia Tovar frente al Ministerio de Defensa en Bogotá el 8 de octubre de 1971.  La respuesta del gobierno vendría con la Operación Anorí, lanzada el 1 de septiembre de 1973, por parte de las Brigadas IV y V del Ejército Nacional, al mando de los Coroneles Álvaro Riveros Abella, Hernán Hurtado Vallejo y Ramón Arturo Rincón Quiñónez. Las tropas cercan y copan una columna guerrillera que, al mando de los hermanos Vásquez Castaño, se encuentra en el Bajo Cauca antioqueño. Tras un mes de combates, los destrozan totalmente: 30 muertos y 30 capturados. Manuel Vásquez Castaño y Antonio Vásquez Castaño son abatidos el 18 de octubre en el Río Porce. Un mes después, en noviembre se rinde el segundo al mando, Ricardo Lara Parada, y el 20 de febrero de 1974 muere en combate el sacerdote español Domingo Laín. Fabio Vásquez Castaño huye del país derrotado y juzgado por sus hombres, se refugia en Cuba (donde muere en 2019).

### Fortalecimiento de las FARC
Las FARC, extendieron sus operaciones militares por la zona del Urabá antioqueño y Santander. Además, consolidaron su presencia en las estribaciones del Tolima. Huila,  y norte del Cauca, El 1 de septiembre de 1970 realizaron una emboscada en Cimitarra (Santander): 7 muertos. Entre el 20 y el 29 de abril de 1971, las FARC realizan la Cuarta Conferencia Guerrillera en la región de El Pato, sur del Huila, acordando la creación del Frente 5 en Urabá. El 26 de septiembre de 1971, ataque de las FARC en San Miguel en zona rural de Gaitania (Tolima): 10 muertos. El 12 de octubre de 1973, las FARC realizan una emboscada en Bejuqueros, Planadas (Tolima): 9 muertos.  En diciembre de 1973, las FF.MM cercaron durante 15 días (del 4 al 17 de diciembre) a una compañía de 30 hombres que guiada personalmente por Manuel Marulanda en la región de La Sonora, en Rioblanco (Tolima). El 10 de junio de 1974, las FARC realizan la Toma de Algeciras (Huila).
El conflicto armado interno continuará en los años siguientes con un aumento de las causas que lo ocasionaron: el problema de las tierras, los conflictos sociales y políticos, la desigualdad social. Los actores armados se fortalecen y entraron en un equilibrio donde irán fortaleciéndose: las Fuerzas Militares y las guerrillas, los grupos paramilitares se expandirán y hará aparición el narcotráfico que será el combustible del recrudecimiento del conflicto.
| Predecesor: La Violencia | Conflicto armado interno de Colombia en el Frente Nacional 1960-1974 | Sucesor: Conflicto armado interno de Colombia entre 1974-1990 |